# Aerolíneas-Argentinas-Flug 737
Aerolíneas-Argentinas-Flug 737 (Flugnummer: AR737) war ein planmäßiger Inlandsflug der staatlichen argentinischen Fluggesellschaft Aerolíneas Argentinas von Resistencia nach Monte Caseros. Am 30. August 1962 ereignete sich auf diesem Flug ein Zwischenfall mit einer Avro 748, bei dem im Flug eine Passagiertür herausgerissen und ein Mensch getötet wurde. Es handelte sich um den ersten tödlichen Zwischenfall mit einem Flugzeug dieses Typs.

## Flugzeug
Bei der Maschine handelte es sich um eine Avro 748-105 Srs. 1 aus britischer Produktion. Die Maschine trug die Werksnummer 1540, der Roll-out der Maschine erfolgte am 6. März 1962. Am 24. Juni wurde die Maschine an die Aerolíneas Argentinas ausgeliefert. Das zweimotorige Regionalverkehrsflugzeug war mit zwei Turboprop-Triebwerken des Typs Rolls-Royce Dart Mk. 514 ausgestattet. Die Maschine war noch im selben Jahr an die Aerolineas Argentinas ausgeliefert worden und trug das Luftfahrzeugkennzeichen LV-HHB.

## Unfallhergang
Die Maschine hob vom Flughafen Resistencia zu einem Inlandsflug nach Buenos Aires-Aeroparque (AEP) ab, wobei ein Zwischenstopp in Monte Caseros (MCS) vorgesehen war. Etwa 20 Minuten nach dem Start, auf einer Flughöhe von 3450 Metern, kam es zu einer explosiven Dekompression, als die hintere linke Passagiertür herausgerissen wurde. Eine Flugbegleiterin wurde durch die Öffnung aus dem Flugzeug gesogen. Die Maschine erlitt schwere Beschädigungen an beiden hinteren Druckschotts sowie dem linken vorderen Druckschott. Der Kapitän, der die Maschine steuerte, beschloss, nach Resistencia zurück zu fliegen, verringerte den Schub sowie die Fluggeschwindigkeit und konnte das Flugzeug sicher landen.

## Ursache
Das Versagen der Tür war einem Fehler im Schließsystem geschuldet. Der Sicherungsmechanismus der Tür war nicht korrekt gewartet worden. Das lag daran, dass Herstellerangaben zur Wartung des Türschlossmechanismus nicht vorlagen. Aufgrund der anfälligen Konstruktion des Türschlossmechanismus und der geringen Erfahrung mit dem Betrieb des Flugzeugtyps wären Anweisungen zur periodischen Überprüfung des Systems erforderlich gewesen, um einen ordnungsgemäßen Betrieb sicherzustellen. 
Die Methode zum Überprüfen, ob die mittleren und unteren Türschlossnasen eingerastet sind, war zudem nicht allzu zuverlässig.

## Folgen
Nach dem Unfall wurde die Maschine repariert und verblieb bei der Aerolineas Argentinas in Betrieb. Später wurde sie an die Yacimientos Petrolíferos Fiscales übergeben.
Die bei dem Unfall beschädigte Maschine LV-HHB war am 14. April 1976 in einen weiteren tödlichen Unfall verwickelt, bei dem sie nach einem Strukturversagen der rechten Tragfläche abstürzte, wobei alle 34 Personen an Bord getötet wurden.